# Kurt Elmgren
Kurt Elmgren (* 31. August 1943 in Hovmantorp, Gemeinde Lessebo) ist ein ehemaliger schwedischer Ringer und Olympiateilnehmer 1972 in München.

## Werdegang
Kurt-Benny Christer Elmgren begann als Jugendlicher in seiner Heimatstadt mit dem Ringen, wechselte nach ersten Erfolgen im nationalen Bereich zum größeren Sportclub Brottningsklubben (BK) Enig Växjö. Er rang im nationalen Bereich zunächst ein beiden Stilarten, konzentrierte sich aber später voll auf den freien Stil.
Seinen ersten größeren Erfolg feierte er 1961, als er schwedischer Juniorenmeister im griechisch-römischen Stil im Weltergewicht wurde. 1965 kam sein erster Einsatz bei einer großen internationalen Meisterschaft, der Weltmeisterschaft in Manchester. Er musste dort im freien Stil im Weltergewicht aber noch Lehrgeld bezahlen, denn er verlor gegen Russell Camilleri aus den Vereinigten Staaten und gegen Guliko Sagaradse aus der UdSSR und kam nur auf den 14. Platz.
Zu Beginn seiner Karriere stand er auch mehrmals in Länderkämpfen gegen die Bundesrepublik Deutschland auf der Matte. 1965 kämpfte er dabei zweimal gegen Peter Nettekoven aus Bonn-Duisdorf unentschieden. 1966 gelangen ihm in Schweden zwei Punktsiege über Peter Nettekoven und 1967 verlor er in der BRD gegen Reinhard Zeiher vom SV Brötzingen und gewann über Otto Alt vom VfK Schifferstadt.
1966 belegte er bei der Europameisterschaft in Karlsruhe im freien Stil im Weltergewicht mit Siegen über Roland Gachoud aus der Schweiz und Constadios Kozanidis aus Griechenland und Niederlagen gegen Mahmut Atalay aus der Türkei und Zuran Aladschikow aus Bulgarien den 5. Platz. Das war seine beste Platzierung bei einer internationalen Meisterschaft.
Bei der Europameisterschaft 1967 in Istanbul verlor Kurt Elmgren im Weltergewicht gegen Károly Bajkó aus Ungarn und Ion Popescu aus Rumänien und belegte den 12. Platz. Auch bei der Europameisterschaft 1968 in Skoplje kam er zu keinem Sieg. Er erreichte aber gegen Basri Yilmaz aus der Türkei ein Unentschieden und unterlag wieder gegen Károly Bajkó und gegen Ludovic Ambrus aus Rumänien. Das ergab für ihn den 10. Platz.
Bei der Europameisterschaft 1970 in Berlin (Ost) startete er im Mittelgewicht. Er wurde dort von Vasile Iorga aus Rumänien und von Iwan Iliew aus Bulgarien besiegt und belegte den 12. Platz. Wesentlich besser lief es für ihn bei der Weltmeisterschaft 1971 in Sofia, denn er gewann dort im Mittelgewicht über Turan Sahin aus der Türkei und gegen Andras Deak aus Ungarn. Gegen die Spitzenringer Horst Stottmeister aus der DDR und gegen den mehrfachen Weltmeister Lewan Tediaschwili aus der UdSSR unterlag er aber und erreicht damit den 10. Platz.
Zum Abschluss seiner Karriere startete Kurt Elmgren 1972 bei den Olympischen Spielen in München. Er war dort in guter Form und erzielte Siege über Lupe Lara aus Kuba, Ghulam Dastagir aus Afghanistan und Tömöriin Artag aus der Mongolei. Nach einer Niederlage in seinem vierten Kampf gegen Lewan Tediaschwili schied er aber aus und belegte den 7. Platz.

## Ergebnisse bei Meisterschaften
| Jahr | Platz | Wettbewerb                                      | Gewichtsklasse | |
| 1965 | 14.   | WM in Manchester                                | Welter         | nach Niederlagen gegen Russell Camilleri, USA u. Guliko Sagaradse, UdSSR                                                                                 |
| 1966 | 5.    | EM in Karlsruhe                                 | Welter         | mit Siegen über Roland Gachoud, Schweiz u. Constadios Kozanidis, Griechenland u. Niederlagen gegen Mahmut Atalay, Türkei u. Turan Aladschikow, Bulgarien |
| 1967 | 12.   | EM in Istanbul                                  | Welter         | nach Niederlagen gegen Károly Bajkó, Ungarn u. Ion Popescu, Rumänien                                                                                     |
| 1968 | 3.    | Turnier um das blaue Band der Tatra in Zakopane | Welter         | hinter Martin Heinze, DDR u. Tschikalojew, Bulgarien |
| 1968 | 10.   | EM in Skoplje                                   | Welter         | mit einem Unentschieden gegen Basri Yilmaz, Türkei u. Niederlagen gegen Károly Bajkó u. Ludovic Ambrus, Rumänien                                         |
| 1970 | 1.    | Intern. Turnier in Genua                        | Mittel         | vor Jimmy Martinetti, Schweiz u. Peter Neumair, BRD |
| 1970 | 12.   | EM in Berlin (Ost)                              | Mittel         | nach Niederlagen gegen Vasile Iorga, Rumänien u. Iwan Iliew, Bulgarien                                                                                   |
| 1971 | 10.   | WM in Sofia                                     | Mittel         | mit Siegen über Turan Sahin, Türkei u. Andras Deak, Ungarn u. Niederlagen gegen Horst Stottmeister, DDR u. Lewan Tediaschwili, UdSSR                     |
| 1972 | 7.    | OS in München                                   | Mittel         | mit Siegen über Lupe Lara, Kuba, Ghulam Dastagir, Afghanistan u. Tömöriin Artag, Mongolei u. einer Niederlage gegen Lewan Tediaschwili                   |

Anm.: alle Wettbewerbe im freien Stil, OS = Olympische Spiele, WM = Weltmeisterschaft, EM = Europameisterschaft, Weltergewicht, bis 1968 bis 78 kg, Mittelgewicht, ab 1969 bis 82 kg Körpergewicht

## Schwedische Meisterschaften
Kurt Elmgren gewann in seiner Laufbahn mehrere schwedische Meistertitel im freien Stil im Welter- bzw. Mittelgewicht.